# Calyptrocalyx hollrungii
Calyptrocalyx hollrungii es una especie de palmera originaria de Nueva Guinea.

## Taxonomía
Calyptrocalyx hollrungii fue descrita por (Becc.) Dowe & M.D.Ferrero y publicado en Blumea 46: 226. 2001.
Etimología
Calyptrocalyx: nombre genérico compuesto que deriva a partir de dos palabras griegas que significan «cubierto» y «cáliz».
hollrungii: epíteto otorgado en honor del botánico Max Udo Hollrung.
Sinonimia
- Linospadix hellwigianus Warb. ex Becc.
- Linospadix hollrungii Becc.
- Linospadix schlechteri Becc.
- Paralinospadix clemensiae Burret
- Paralinospadix hollrungii (Becc.) Burret
- Paralinospadix schlechteri (Becc.) Burret	[4]